# 野中葵
野中 葵（のなか あおい、1996年9月17日 - ）は、日本の女性ファッションモデル、タレント。福島県生まれ、千葉県育ち。元レプロエンタテインメント所属。2017年ミス日本「みどりの女神」を受賞し活動中。

## 来歴
2008年、新垣結衣が好きで、ファッション雑誌『ニコラ』（新潮社）の第12回ニコラモデルオーディションに応募し、グランプリを受賞。同年10月号より2013年5月号まで専属モデルとして同誌に出演していた。
一時モデルを退いていたが、2017年に第49回ミス日本コンテストで「みどりの女神」に選ばれ、新たに活動を始める。

## 人物
- ニコモ加入時の身長は153cmで、ニコモの中では2番目に身長が低かった。しかしそれから身長が20.3cm伸び、現在の身長は173.3cmで、ニコモの中で1番背が高い。
- 趣味は人間観察、特技は鼻に舌をつけること。[3]
- ニコモでは、松井愛莉、古畑星夏、田中若葉、泉はると仲が良い。

## 出演

### 雑誌
- ニコラ(2008年10月号 - 2013年5月号、新潮社)専属モデル

### バラエティ番組
- ネクストプリンセス（2009年 - 2010年、テレビ東京）
- ピラメキーノG（2010年、テレビ東京）
- テストの花道（2012年4月23日 - 、NHK Eテレ）
- 特盛り!テストの花道(2012年4月28日 - 2013年3月30日、NHK Eテレ）

### WEB番組
- nicola©（goomo） - 不定期出演

### CM
- セイカ食品 ボンタンアメ（なかよし時間。 篇）